# Maurice Jarre
Maurice Jarre, francoski skladatelj in dirigent, * 13. september 1924, Lyon, † 29. marec 2009, Los Angeles, Kalifornija. 
Jarre je najbolj poznan po filmski glasbi, zlasti v filmih režiserja Davida Leana: Lawrence Arabski (1962), Doktor Živago (1965) in Potovanje v Indijo (1984), za katere je dobil tudi oskarja. Poleg teh je sodeloval tudi v filmih Moustaphe Akkada Mohamed, Božji sel (1976), Petra Weira Priča (1985) in Društvo mrtvih pesnikov (1989) ter Jerryja Zuckerja Duh (1990). Nagrajen je bil z zvezdo na aleji slave v Hollywoodu. 
Njegov starejši sin je skladatelj Jean Michel Jarre, eden pionirjev elektronske glasbe, mlajši sin Kevin Jarre pa scenarist.